# Лесной (Пушкинский район)
Лесно́й — посёлок городского типа в составе городского округа Пушкинский Московской области.
По состоянию на 1 января 2016 г. население посёлка насчитывает 8 420 жителей.
Расположен на трассе М8 «Холмогоры» в 26 км от МКАД. Расстояние до ближайшей железнодорожной станции Зеленоградская — 7 км.
По состоянию на июль 2016 года главой городского поселения Лесной является Тропин А. В..

## История
Первого апреля 1954 года решением Московского областного Совета депутатов трудящихся безымянный населённый пункт получил статус посёлка и имя — Лесной.
Вся история посёлка Лесной связана с двумя базовыми предприятиями: Радиоцентром № 1 и Опытным заводом «Промсвязьрадио». Это было в далёком 1934 году, когда Совет Народных Комиссаров принял решение построить в Пушкинском районе Московской области передающий радиоцентр. На строительство из разных областей съехались рабочие и в заболоченном лесу стали валить деревья и корчевать пни, расчищая площадки под строительство.
Начальником строительства объекта 8/1 был назначен Севальнев А. Г., а главным инженером Петренко И. М. Одновременно со строительством технического комплекса по улице Советской строились бараки для рабочих и два деревянных дома для инженерно-технических работников на месте нынешнего здания Администрации. Начинается строительство капитальных зданий: клуба со столовой и медпунктом, магазина, яслей-сада и школы.
В мае 1941 года объект 8/1 был сдан в эксплуатацию. Но уже запахло дымом войны, и через месяц после пуска передающего радиоцентра началась Великая Отечественная война.
В ноябре 1941 года всё оборудование было эвакуировано в Новосибирск. Уже в начале 1942 года возникает острая необходимость в радиосвязи и принимается решение восстановить радиоцентр. Оборудование возвращают, и уже в августе 1942 года радиоцентр вновь действует. Кроме того, он выполняет секретную задачу по координации подпольных групп и партизанских отрядов, действовавших на оккупированных территориях.
Наркомат связи принимает решение: создать передающий узел связи Центрального штаба партизанского движения при ставке Верховного Главнокомандующего на базе радиоцентра (приемный узел находился на станции Львовская). До ста пятидесяти сеансов передач в сутки проводилось на этом узле связи.
С 1943 года радиоцентр уже обеспечивал радиосвязью крупные военные операции, такие как битва на Орловско-Курской дуге и другие. В 1945-46 годах началось строительство трёх радиовещательных станций (объект 22). Начальником объекта назначается Досычев В. В., который внёс большой вклад и для строительства самого поселка. Одновременно с сооружением радиовещательных станций велось строительство жилых домов по улице Мичурина и Садовая. В период с 1948 по 1956 годы строятся объекты социально-бытового назначения: школа-десятилетка, поликлиника, баня и клуб. По тем временам они были лучшими в районе.
В 1946 году на основе производственной базы 30-го радиобатальона Министерства связи СССР при МПРЦ организованы производственные мастерские, которые в дальнейшем были преобразованы в филиал НИИ-100 и Опытный завод НИИР (ОзНИИР). Этот завод специализировался, в основном, на изготовлении опытных образцов новых разработок и выпуске небольших партий техники радиосвязи, а также внедрении её в серийное производство. Первым директором был Хмельницкий Е. П., главным инженером Тапуриа З. В., затем директором стал Шлюгер С. С., а с 1951 года Рафтопуло Б. М.
На заводе совместно с НИИР впервые разрабатывалась аппаратура радиорелейных линий связи, спутниковой и других видов связи. Из мастерских предприятие выросло в один из лучших, по техническому оснащению, заводов Министерства связи.
За создание новейших видов радиоаппаратуры связи коллектив опытного завода неоднократно награждался премиями ВДНХ. Большая группа работников завода была удостоена звания лауреатов Государственной премии и награждена орденами и медалями СССР.
1-го апреля 1954 года указом Президиума Верховного Совета РСФСР посёлок связистов получил своё название — Лесной и был введён в состав Пушкинского района Московской области. Первым председателем поселкового совета стал Никитин И. И., а секретарем Кузнецова В. Н.
В шестидесятые годы продолжается интенсивное жилищное строительство. Застраиваются улицы Гагарина, Титова и Достоевского. Развиваются и реконструируются промышленные предприятия. Строительство ведут СМУ-22 (в дальнейшем ПМК-169) и Транспортная контора треста «Радиострой» (начальник Потапейко И. М.) На территории этих предприятий функционирует бетонный завод, откуда раствор, бетон, плиты и арматура поступали на строительство жилых домов, и Деревоотделочный комбинат (ДОК).
К 100-летию со дня рождения В. И. Ленина завершен архитектурный ансамбль центральной площади и поставлен памятник.
В 1970-1980 годы посёлок Лесной приобретает современный городской вид. К этому времени Опытный завод «Промсвязьрадио» (директор Николаев А. П.) становится застройщиком. По разработанному Генеральному плану развития поселка Лесной начинается широкомасштабное строительство микрорайона «Юбилейный» с квартирами улучшенной планировки. Большой вклад в строительство посёлка внёс также начальник Радиоцентра № 1 Курков Ю. Д. Воздвигнут памятник воинам-землякам, погибшим в годы Великой Отечественной войны.
В 2025 году рабочий посёлок преобразован в посёлок городского типа.

## Население
| 1959    | 1970    | 1979  | 1989  | 2002  | 2006  | 2009  | 2010  | 2012    |
| ------- | ------- | ----- | ----- | ----- | ----- | ----- | ----- | ------- |
| 4182    | ↗7198   | ↗8276 | ↗9296 | ↘8761 | →8761 | ↗8995 | ↘8569 | ↘8487   |
| 2013    | 2014    | 2015  | 2016  | 2017  | 2018  | 2019  | 2020  | 2021    |
| ↘8435   | ↘8394   | ↗8515 | ↘8420 | ↘8398 | ↘8309 | ↘8290 | ↘8279 | ↗10 082 |
| 2023    | 2024    |       |       |       |       |       |       |         |
| ↘10 027 | ↘10 007 |       |       |       |       |       |       |         |

## Экономика
В посёлке расположены Радиоцентр № 1, Научно-исследовательский институт радио, опытный завод «ОЗ Промсвязьрадио».
Также на территории поселка расположены следующие предприятия-изготовители:
— Компания ООО «Предприятие ВГТ», изготавливающая лакокрасочную продукцию,
— Компания ООО «Экофил», изготавливающая воздушные фильтры и другие очищающие устройства для автомобилей,
— Компания ООО «СтройСет», изготавливающая сварные сетки и арматурные каркасы,
— Компания ООО «Виктор», изготавливающая клеевые композиции, применяемые в обувной и машиностроительной промышленности,
— Компания ООО "НПП «Подъемтранссервис», изготавливающая комплектующие изделия для крановой и конвейерной техники,
— Компания ООО «ВЕНТПРОФИЛЬ», изготавливающая оборудование для вентиляции,
— Компании ООО "НПП «Галактика», ООО «РЕГИОН МЕБЕЛЬ» и деревообрабатывающий комбинат «ДОК-17», изготавливающие мебель,
— Компания ОАО «УМ ЛАНБАТО», изготавливащая бумажную продукцию,
— Компания «В-храм», изготавливающая церковную утварь,
— Компания ООО «Нимбъ», изготавливающая художественные изделия из бронзы и латуни,
— Компания ООО "ПК «Воздушные замки», изготавливающая надувные батуты, надувные горки, водные аттракционы, бассейны, шатры, шапито и тенты.

## Культура и образование
В посёлке работает средняя общеобразовательная школа имени Героя России В. В. Матвеева, четыре детских сада, филиал детской музыкальной школы МБУДО «Пушкинская ДМШ № 1» и филиал детской художественной школы МБУ ДО «Пушкинская детская художественная школа», которые размещаются в здании общеобразовательной школы, дом культуры «Сирин» и библиотека.
В посёлке находятся церковь Илии Пророка (построена в 1999—2001 годах) и часовня иконы Божией Матери «Неупиваемая Чаша».

## Медицина
В поселке функционирует поликлиника, ветеринарная клиника и несколько аптек.

## Транспорт
Автобусы:
- 24 (ст. Пушкино — Лесной)[48]
- 35 (ст. Пушкино — Лесной)[49]
- 37 (ст. Пушкино — Гипермаркет «Глобус» — Лесной)
- 38 (пл. Зеленоградская — Лесной)[50]

В поселке имеется стоянка такси.

## Инфраструктура
Помимо вышеперечисленных объектов, на территории поселка функционирует пожарная часть № 327, два торговых центра, отделение почтовой связи (141231) и отделение банка «Сбербанк» № 9040/00830.